# Franciszka Denis-Słoniewska

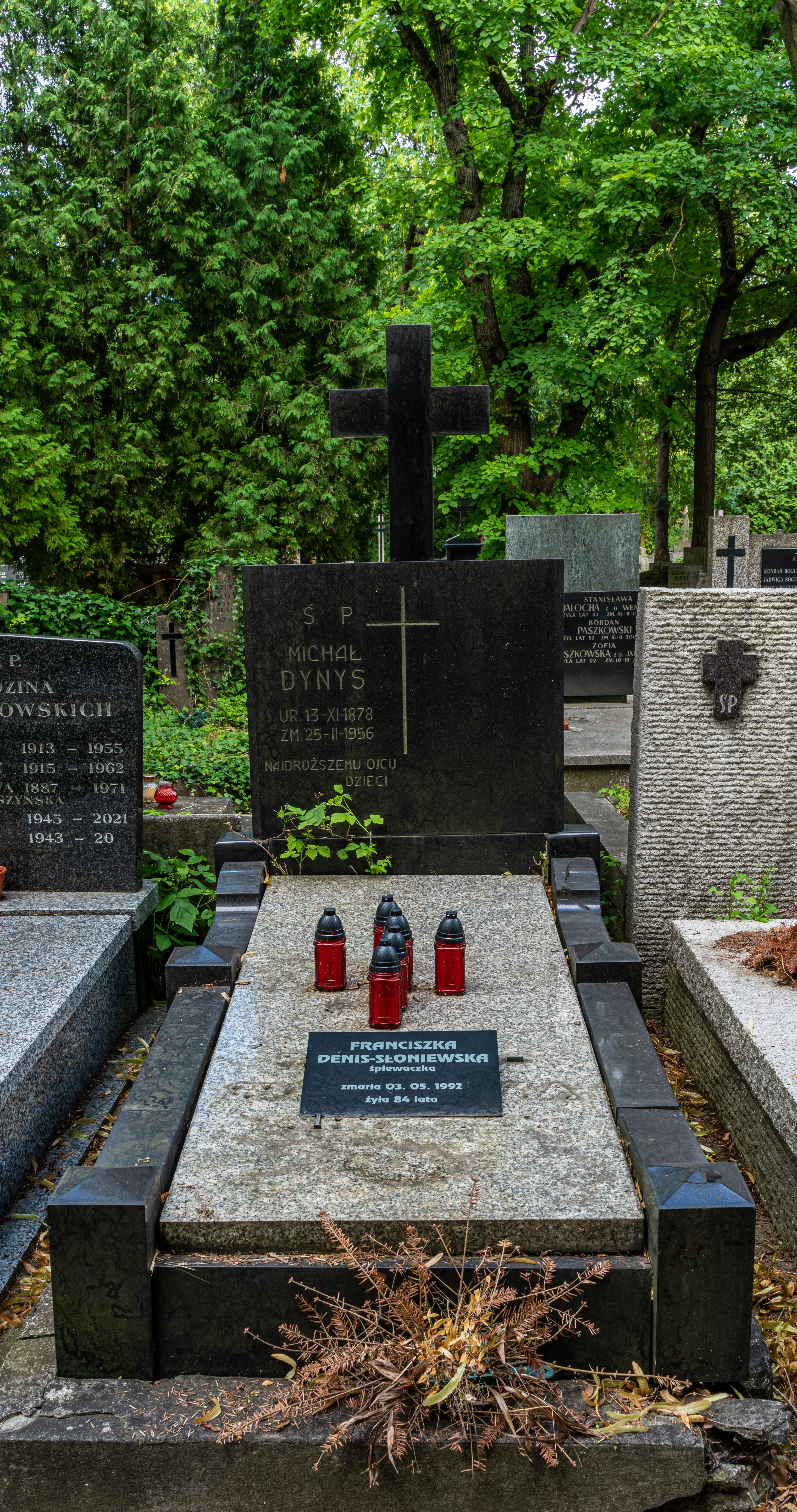
Grób Franciszki Denis-Słoniewskiej na cmentarzu Powązkowskim w Warszawie

Franciszka Denis-Słoniewska (ur. 4 października 1907 w Borysławiu, zm. 3 maja 1992 w Warszawie) – polska śpiewaczka operowa, mezzosopran.

## Życiorys
Córka Michała (1878–1956) i Marii Denisów (Dynysów). W wieku 14 lat występowała w chórze Towarzystwa Śpiewaczego Bojan w Borysławiu. W 1926 roku Józef Stadnik zaangażował ją do Teatru Kooperatywa (dawniej Ruska Besida) we Lwowie. W latach 1928–1941 i 1944–1945 współpracowała jako śpiewaczka z Operą Lwowską. W 1930 roku wyszła za Jana Słoniewskiego, perkusistę operetkowej orkiestry. W pierwszych latach pracy w gmachu opery, rozpoczęła studia w lwowskim konserwatorium, w klasie śpiewu Romana Lubienieckiego. Naukę jednak przerwała i kontynuowała ją dopiero w 1934 roku. Gdy Opera Lwowska po dłuższej przerwie wznowiła działalność, powierzano jej epizodyczne partie solowe w: Fauście Ch. Gounoda (Marta), Cyruliku sewilskim G. Rossiniego (Marcelina), Damie pikowej P. Czajkowskiego (Guwernantka). W 1938 roku wygrała Ogólnopolski Konkurs Stypendystów Min. WRiOP i odtąd śpiewała partie solowe, m.in. w oratoriach oraz w IX Symfonii L. van Beethovena. 22 czerwca 1939 roku w Carmen G. Bizeta (przedstawienie klasy operowej Konserwatorium) odtwarzała rolę tytułową uzyskując dyplom z odznaczeniem. W 1941 roku została deputowaną do Rady Miejskiej Lwowa. W latach 1945–1948 współpracowała jako solistka z Operą Śląską, wykonując pierwszoplanowe partie mezzosopranowe (główna rola w Carmen, Amneris w Aidzie G. Verdiego i Suzuki w Madam Butterfly G. Pucciniego). Po sezonie spędzonym w zespole Opery Poznańskiej (1948/49) związała się z Operą Warszawską (1949–1970). W tym okresie zasłynęła, m.in. rolami: Wdowy w Goplanie W. Żeleńskiego (1949), Cześnikowej w Strasznym Dworze S. Moniuszki (od 1950 roku wykonała ją 159 razy), Starej Hrabiny w Damie pikowej P. Czajkowskiego (1955), Ortrudy w Lohengrinie R. Wagnera (1956), czy Azuceny w Trubadurze G. Verdiego (1959) oraz zyskała uznanie znawców i krytyków. W 1962 roku wystąpiła w filmie Dziewczyna z dobrego domu (reż. A. Bohdziewicz).
Zmarła 3 maja 1992 roku w Warszawie, pochowana w grobowcu rodzinnym na cmentarzu Powązkowskim (kwatera 124-4-4). 

## Ordery i odznaczenia
- Złoty Krzyż Zasługi (11 lipca 1955)[4]
- Medal 10-lecia Polski Ludowej (19 stycznia 1955)[5]

## Upamiętnienie
Jest bohaterką pracy dyplomowej, autorstwa Ewy Podleś (Uniwersytet Muzyczny Fryderyka Chopina).